# 어영담
어영담(魚泳潭, 1532년 ~ 1594년 음력 4월 9일)은  조선 중기의 무신으로 전라도 광양현감 등을 지냈다. 자는 경유(景游)이다.
임진왜란 때 이순신 장군 휘하의 장수였다. 물길을 잘 아는 것으로 유명하여 거제, 옥포, 당항포 해전 등에서 전공을 세웠다.

## 생애
어영담은 임진년인 1532년에 태어났다. 그러나 그동안 어영담에 대해 연구한 이가 드물어 생몰년대가 불분명했으나 광양문화원 사료조사위원들이 어영담의 과거 급제 문서인 ‘방목’을 입수해 1532년으로 확정 지었다.
어영담은 1564년 식년무과에 병과 3등(전체 11등)으로 합격했다.
前 萬戶 魚泳潭, 壬辰, 景游, 本咸從, 居咸安, 父 內禁衛 迪順副尉 行忠武衛副司猛 深, 慈侍下, 雁行
어영담은 과거에 급제하기 이전에 음직으로 만호(고흥군 점안면 여도)를 지냈음을 방목을 통해 확인할 수 있다.
여도만호였다. 생년은 임진년 1532년, 몰년은 난중일기에 나오듯이 1594년 전염병으로 죽었다. 자(字)는 경유(景游)이고, 본관은 함종(咸從)이며, 경상도 함안이 거주지였고, 부친은 내금위 적순부위(정7품) 충무위 부사맹을 지내신 어심(魚深)이고, 합격 당시에는 모친만 생존한 상태이고 형제는 없는 것으로 되어있다.
어영담은 아들이 두 명 있었는데 어응해와 어응린이다. 그러나 당시 이들은 아들을 출산하지 못해 대를 잇지 못한다.
어영담은 1580년 12월 ~ 1582년 2월까지 사천현감, 1584년 2월 ~ 1585년 3월까지 무장현감, 광양현감에는 1591년 3월에 부임했고, 임진왜란 이전에는 창성부사를 지냈다. 그 밖에 여러 군직(軍職)을 지냈다.
어영담의 전과는 이충무공의 난중일기와 임진장초에서 충분히 확인할 수 있다. 광양 현감으로서 옥포해전부터 시작해서 1594년 초 제2차 당항포해전까지 모두 참전해 큰 역할을 했다. 한 번은 이순신과 웅천해전에 출전했을 때 임발영이 광양현 순찰을 하면서 창고에 쌓인 600석의 양곡을 문제 삼아 어영담을 파직시켰다.
그러자 김두 등 126명의 광양지역민들이 연서를 통해 곧바로 어영담 구명운동에 나섰다. 결국 이충무공의 요청에 의해 광양현감직을 그대로 유지했으나, 윤두수 등에 의해 다시 창고의 군량미의 장부외 저장에 대한 건으로 파직된다. 이순신장군의 장계로 다시 수군조방장이 되었다. 옥포, 합포, 적진포 지역에서 해전을 치러 총 42척의 왜선을 격파하며 승리를 이끌었으며 6월 당포와 당항포, 7월 한산도, 안골포, 9월 부산포 해전에 이르기까지 크고 작은 해전을 이끈 장수(將帥)이다.
이충무공이 어영담 장군을 어떻게 생각했는지는 다음 난중일기 내용과 장계 한 편을 보면 알 수 있다.
94년 4월 초9일(정사) 맑다. 시험을 마치고 방을 내어 붙였다. 비가 쏟아졌다. 어 조방장(어영담)이 세상을 떠났다. 애통함을 어찌 다 말하랴.

## 관련 작품

### 드라마
- 《불멸의 이순신》 (KBS1, 2004년~2005년, 배우:김진태)

### 영화
- 《난중일기》 (1978년, 배우:윤일주)
- 《한산: 용의 출현》 (2022년, 배우:안성기)

## 같이 보기
- 옥포 해전
- 당항포 해전
- 임진왜란
- 이순신